# Kinugasa (género)
Kinugasa es un género de plantas perteneciente a la familia Melanthiaceae. Comprende una especie.

## Especies seleccionadas
- Kinugasa japonica (Franch. & Sav.) Tatew. & Suto 1935